# Příluka
Příluka (en allemand : Pchiluk) est une commune du district de Svitavy, dans la région de Pardubice, en République tchèque. Sa population s'élevait à 173 habitants en 2024.

## Géographie
Příluka se trouve à 12 km à l'ouest de Litomyšl, 26 km au nord-ouest de Svitavy, à 33 km au sud-est de Pardubice et à 126 km à l'est-sud-est de Prague.
La commune est limitée par Javorník et Suchá Lhota au nord, par Makov à l'est, par Chotovice et Nové Hrady au sud, et par Lestina à l'ouest.

## Histoire
La première mention écrite du village date de 1355.

## Galerie

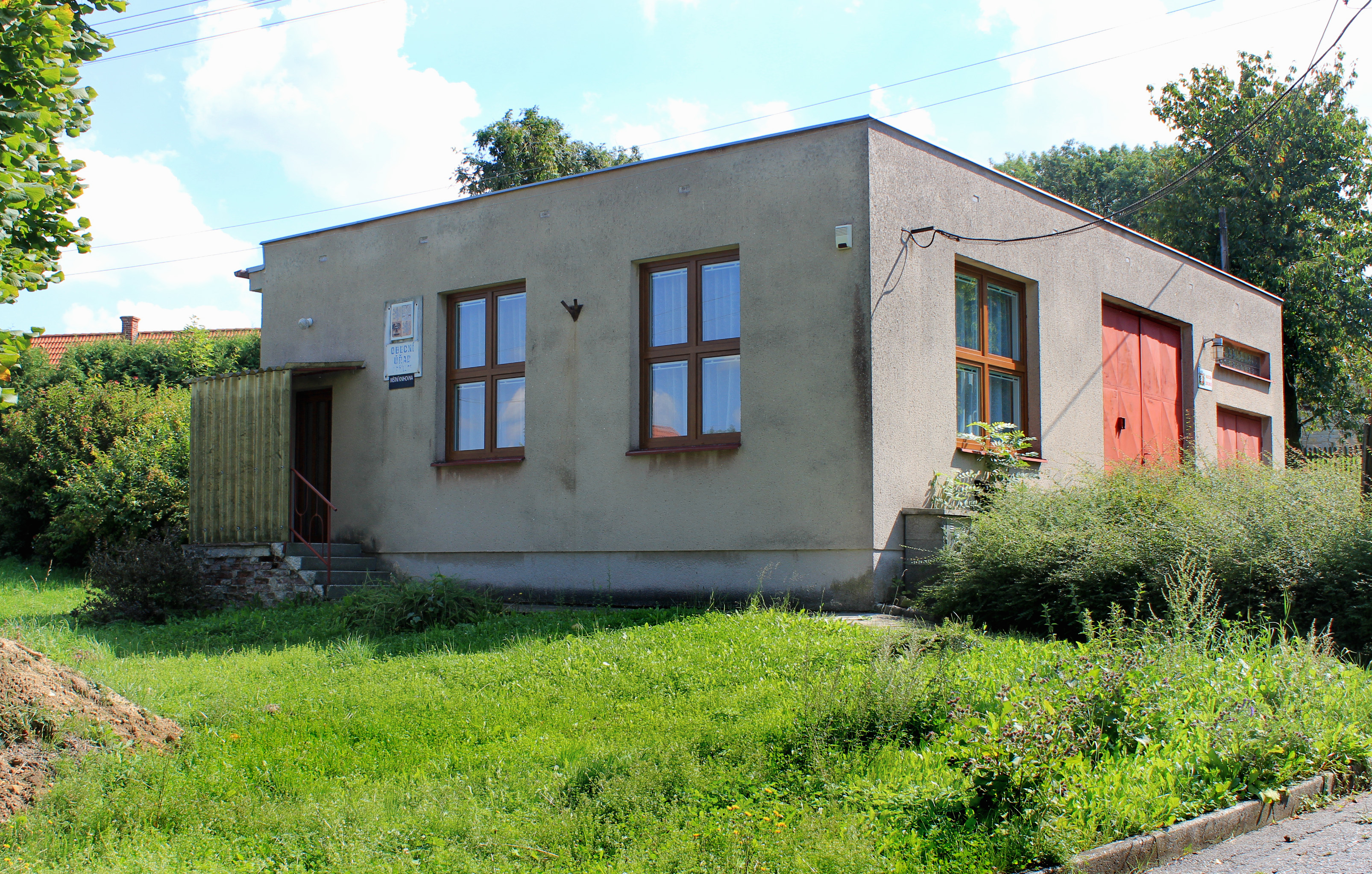
Příluka : la mairie.
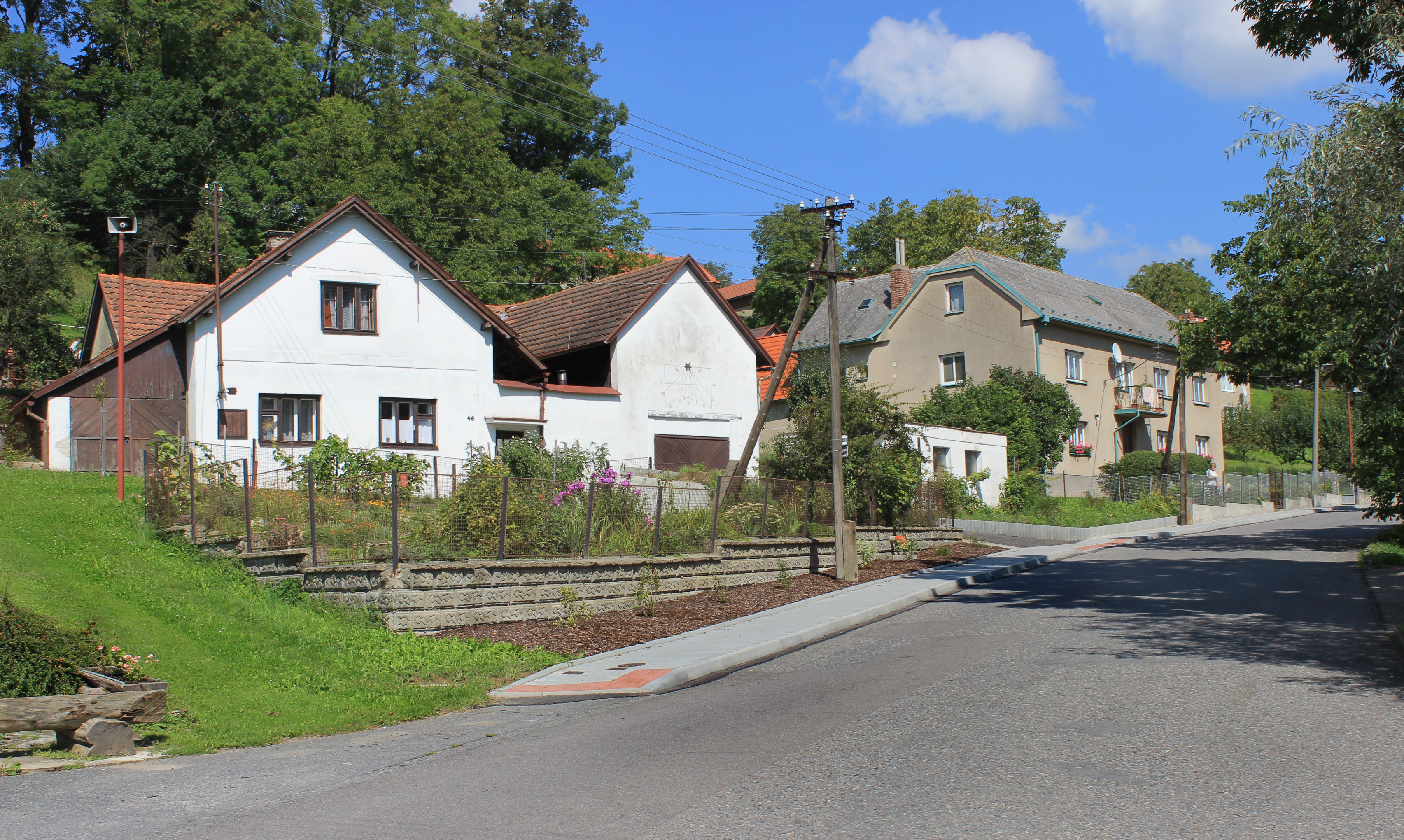
Příluka : rue principale.

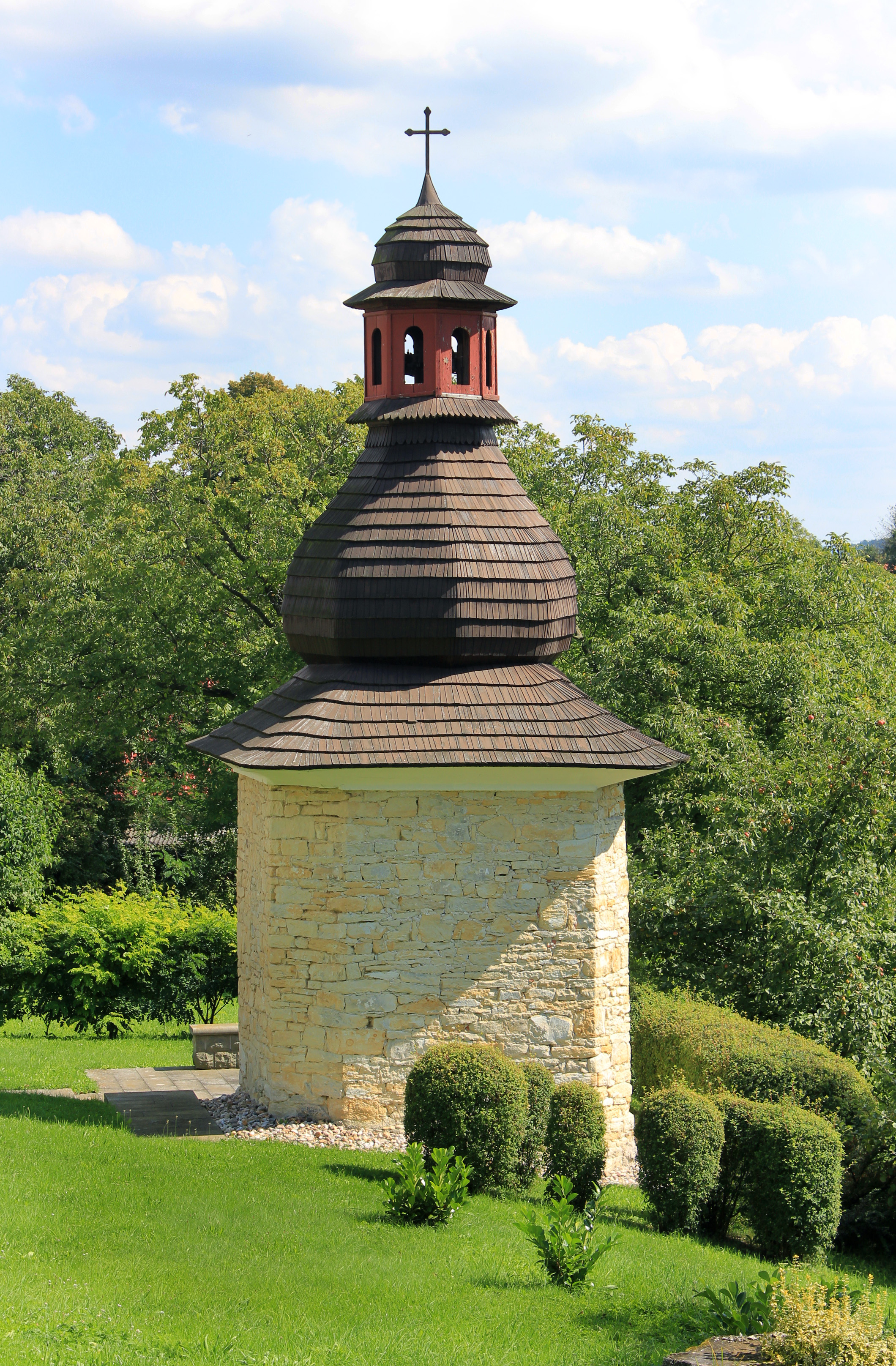
Chapelle à Příluka.

## Transports
Par la route, Příluka se trouve à 15 km de Litomyšl, à 29 km de Svitavy, à 32 km de Pardubice et à 160 km de Prague. 